# كاليفورنيا
ولاية كاليفورنيا أو كَليفُرنية (
أصد: [kælɨˈfɔrnjə]  ( أنصت)هي أكثر ولايات الولايات المتحدة سكانًا، وثالثها مساحة. تعتبر كاليفورنيا أيضًا الكيان النطاقي الثاني من حيث عدد السكان في الأمريكتين، لا تتجاوزها إلا ساو باولو في البرازيل. تقع كاليفورنيا على الساحل الغربي للولايات المتحدة، وتحدها من الشمال ولاية أوريغون ومن الشمال الشرقي ولاية نيفادا وولاية أريزونا من الجنوب الشرقي وباخا كاليفورنيا المكسيكية من الجنوب، والمحيط الهادئ من الغرب. أكبر أربع مدن في الولاية هي لوس أنجلوس وسان دييغو وسان خوسيه وسان فرانسيسكو. يوجد بالولاية ثاني وسادس أكبر مجال إحصائي، وكذلك ثامن مدينة اكتظاظًا بالسكان في الولايات المتحدة. تتميز كاليفورنيا بتنوع في المناخ والجغرافيا والسكان.
كاليفورنيا أو الولاية الذهبية كما تلقب هي ثالث أكبر ولاية أمريكية من حيث المساحة، بعد ألاسكا وتكساس. تمتد النطاقات الجغرافية لكاليفورنيا من ساحل المحيط الهادئ إلى سلسلة جبال سييرا نيفادا في شرق البلاد، لصحراء موهافي في جنوب شرق البلاد وغابات تنوب ردوود-دوغلاس في الشمال الغربي. يسيطر الوادي الأوسط على وسط الولاية، والذي يعد واحد من أكثر المناطق الزراعية إنتاجا في العالم. كاليفورنيا هي الولاية الأكثر تنوعًا جغرافيًا في البلاد، وتحتوي على أعلى نقطة (جبل ويتني) وأدنى نقطة (وادي الموت) في حدود الولايات المتحدة. ما يقرب من 40٪ من ولاية كاليفورنيا تغطيها الغابات، وهي نسبة عالية بالنسبة لمنطقة قاحلة.
ابتداء من أواخر القرن الثامن عشر، كانت المنطقة المعروفة باسم ألتا كاليفورنيا خاضعة للاستعمار الإسباني. في عام 1821، أصبحت المكسيك وألتا كاليفورنيا تشكلان الإمبراطورية المكسيكية الأولى، التي كانت ملكية، قبل أن تصبح جمهورية. في عام 1846 أعلنت مجموعة من المستوطنين في سونوما استقلال جمهورية كاليفورنيا. وكنتيجة للحرب المكسيكية الأمريكية، فقد تخلت المكسيك عن ولاية كاليفورنيا إلى الولايات المتحدة. أصبحت الولاية الحادية والثلاثين المنضمة إلى الاتحاد في 9 سبتمبر 1850.
في القرن التاسع عشر، أدى الاندفاع في البحث عن الذهب في كاليفورنيا إلى تغيير درامي في الشئون الاجتماعية والاقتصادية والديموغرافية في ولاية كاليفورنيا، مع تدفق أعداد كبيرة من الناس والازدهار الاقتصادي فتسبب ذلك في تحول سان فرانسيسكو من قرية خيام إلى مدينة شهيرة عالميًا. التطورات الرئيسية في أوائل القرن العشرين شملت ظهور لوس انجلوس كمركز لصناعة الترفيه الأمريكية، ونمو كبير في القطاع السياحي على مستوى الولاية. بالإضافة إلى ازدهار صناعة المنتجات الزراعية في ولاية كاليفورنيا، وغيرها من العوامل الهامة المساهمة في الاقتصاد والتي تشمل الطيران والبترول، وتكنولوجيا المعلومات. لو كانت ولاية كاليفورنيا دولة مستقلة، فإنها ستصبح في مصاف أكبر عشرة اقتصادات في العالم، حيث يماثل الناتج المحلي الإجمالي لها ناتج دولة إيطاليا. وكانت ستصبح الدولة الخامسة والثلاثين الأكثر سكانًا.

## أصل التَسمِيَة
تدل كلمة كاليفورنيا في الأصل إلى المنطقة المؤلفة التي تشكل اليوم ولاية كاليفورنيا، بالإضافة إلى كل أو أجزاء من ولاية نيفادا ويوتا وأريزونا ووايومنغ وشبه جزيرة باجا كاليفورنيا المكسيكية.
اشتق الاسم كاليفورنيا، على الأرجح، من الجنة الخيالية المأهولة بالأمازونيات السود والتي حكمتها الملكة كاليفيا. أسطورة كاليفيا مسجلة في إنجازات إيسبلانديان التي كتبها الكاتب الإسباني المغامر جارثي رودريجيث دي مونتالبو كتتمة لأماديس دي جاولا في عام 1510. كانت مملكة الملكة كاليفيا أو كالافيا، حسب لمونتالفو، تشتمل على أراض نائية تقطنها الفتوخ ومجموعة من الحيوانات الغريبة وأيضًا كانت أراضي غنية بالذهب.
نعرف أنه على الجانب الأيمن من جزر الهند هناك جزيرة باسم كاليفورنيا، شبيهة بالجنة الأرضية، تلك الجزيرة تسكنها النساء السود، لا رجلا واحدا بينهم، ويعشن على الطريقة الأمازونية. كن قويات جسمانيا، ويتميزن بقلوب قوية وحماسية وفضائل عظيمة. الجزيرة نفسها تعد واحدة من الأكثر وحشية في العالم بسبب صخورها شديدة التحدر والخشنة. أسلحتهن كلها مصنوعة من الذهب. يزخر كل مكان في الجزيرة بالكثير من الذهب والأحجار الكريمة، ولم يتم العثور هناك على أية معادن أخرى.
يعد اسم كاليفورنيا خامس أقدم اسم مكان أوروبي ما زال مستخدمًا في الولايات المتحدة حيث أطلقته البعثة الإسبانية بقيادة دييغو دي بيسيرا وفورتون خيمينيز على ما يشكل الآن الطرف الجنوبي من باجا كاليفورنيا وبشكله الكامل هو جزيرة كاليفورنيا، والتي وصلت هناك في 1533 بناء على طلب من هرنان كورتيز.

## التاريخ
أول أوروبي يكتشف هذا الساحل هو البرتغالي خوان رودريغس كابريو سنة 1542م، وفرانسيس دريك سنة 1579م. بعد الحرب المكسيكية الأميركية سنة 1847م، قسمت المنطقة بين الولايات المتحدة والمكسيك. الجزء المكسيكي، قسم مرة أخرى إلى باخا كاليفورنيا (كاليفونيا الدنيا) وباخا كاليفورنيا سور، والجزء الأميركي (كاليفورنيا العليا).
في سنة 1848 م، كان عدد السكان الذين يتكلمون الإسبانية حوالي 4 آلاف شخص لكن بعد اكتشاف الذهب فيها بدأت الهجرات تتوالى عليها مما نوع من التراكيب العرقية فيها.

## الجغرافيا

### المناخ

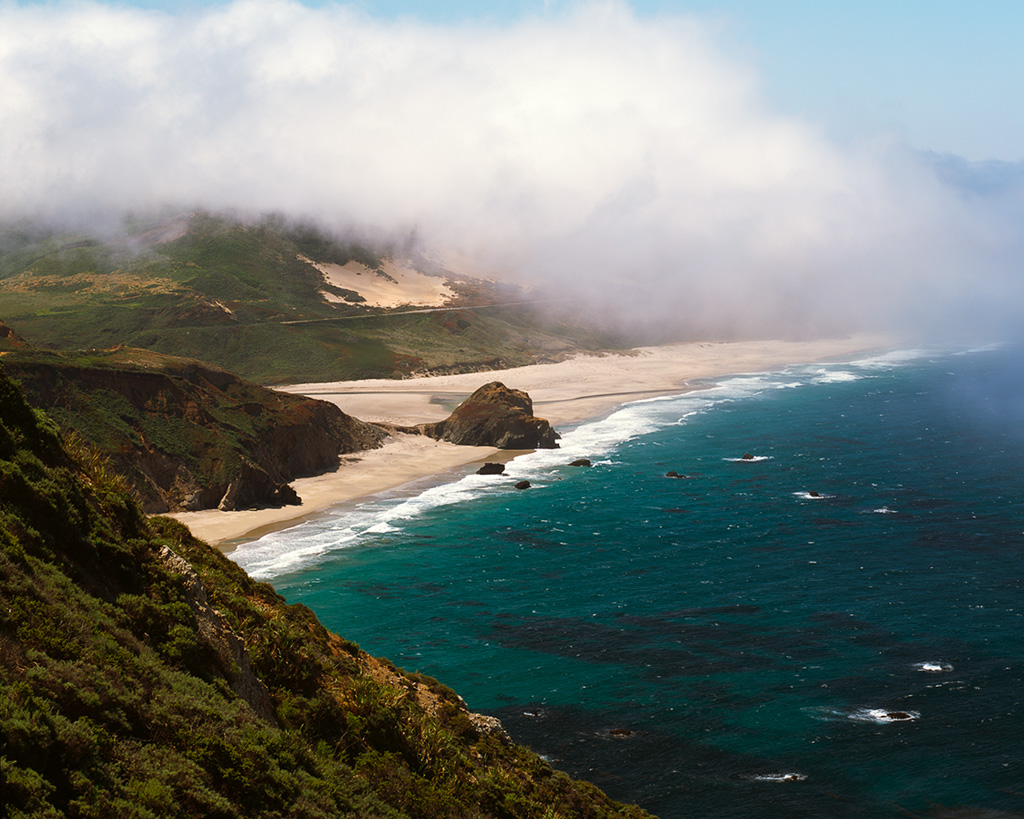
ساحل بيغ سور.

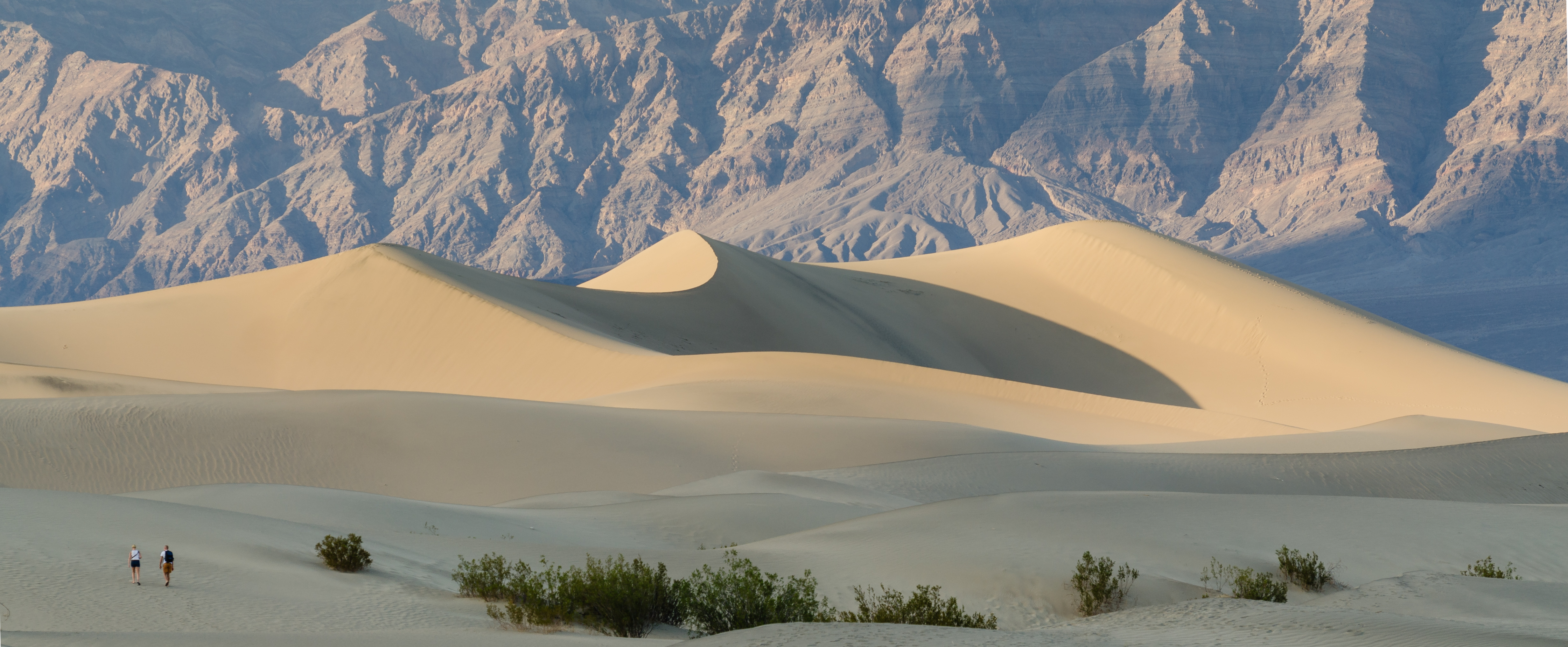
كثبان وادي الموت

يتنوع المناخ في كاليفورنيا من مناخ متوسطي إلي مناخ شبه قطبي.
يشبه مناخ الجزء الأكبر من الولاية مناخ البحر الأبيض المتوسط حيث فصل الشتاء بارد ممطر والصيف جاف. تيارات الهواء الباردة القادمة على ولاية كاليفورنيا من الخارج غالبا ما تخلق ضبابا في فصل الصيف بالقرب من الساحل. كلما توغلنا في الداخل، يصبح الشتاء أكثر برودة والصيف أكثر حرارة.
المتوسط السنوي لهطول الأمطار في الأجزاء الشمالية من الولاية أعلى من الأجزاء الجنوبية. تؤثر السلاسل الجبلية في ولاية كاليفورنيا على المناخ وكذلك: فإن المناطق الأكثر غزارة في الأمطار في الولاية هي التي تواجه غرب المنحدرات الجبلية. يشهد شمال غرب ولاية كاليفورنيا مناخا معتدلا، ويمتلك الوادي الأوسط مناخا متوسطيا ولكن مع زيادة في درجات الحرارة القصوى عن الساحل. تشهد الجبال العالية، بما في ذلك سييرا نيفادا، مناخا جبليا مع تساقط الثلوج في فصل الشتاء ودرجات حرارة خفيفة إلى معتدلة في فصل الصيف.
يسقط في الجانب الشرقي من جبال ولاية كاليفورنيا مطر خفيف، فتصبح المنطقة عبارة عن صحراء شاسعة. تتعرض الصحارى الأكثر ارتفاعا في شرق ولاية كاليفورنيا إلي الصيف الحار والشتاء البارد، في حين أن انخفاض الصحارى الشرقية لجبال جنوب كاليفورنيا يعرضها لصيف حار وشتاء معتدل تقريبا بدون صقيع. يعتبر وادي الموت، صحراء مع مساحات كبيرة تحت مستوى سطح البحر، المكان الأكثر حرا في أمريكا الشمالية، وسجلت به أعلى درجة حرارة في نصف الكرة الغربي، في 10 يوليو 1913.

### الحياة الحيوانية والنباتية
تعيش في كاليفورنيا الكثير من النباتات، مثل الكينا والطلح واللزان المكنسي، وكذلك الحيوانات مثل القواع والجرذ الكنغري وسلحفاة الصحراء والسحلية ذات القرون وكندور كاليفورنيا المهدد بالانقراض.

### الأنهار
نهر الروسي يبلغ طوله 100 كلم يقع في شمال كاليفورنيا يبدا من مقاطعة ميندوسينو ويصب في مقاطعة سونوما

### المناطق

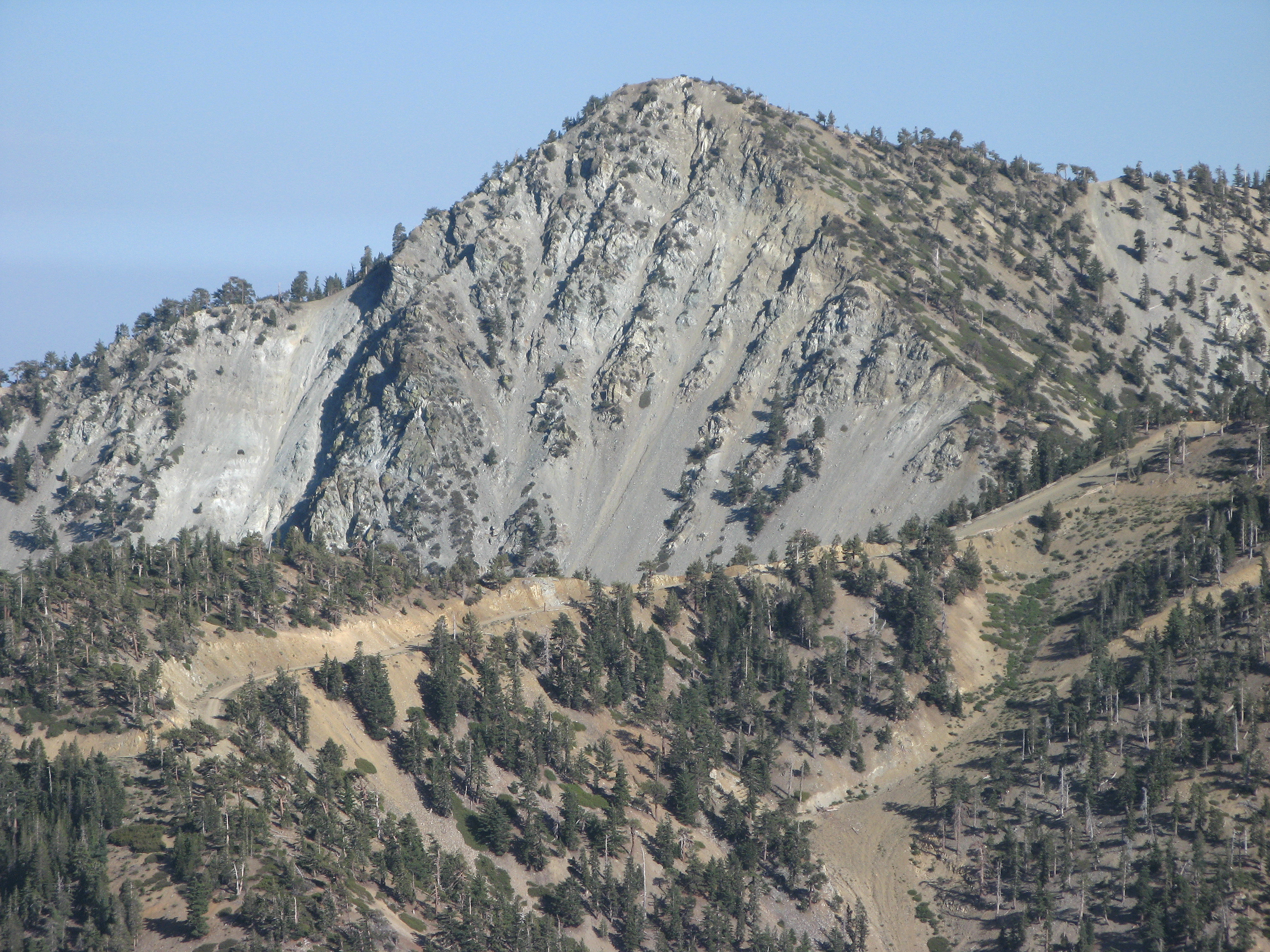
ذروة التلغراف في جبال سان غابرييل.

التقسيم الإداري لولاية كاليفورنيا

| - سنترال فالي - ساحل كاليفورنيا - شمال كاليفورنيا - وسط كاليفورنيا - منطقة خليج سان فرانسيسكو - سييرا نيفادا - أقصى شمال كاليفورنيا |  | - جنوب كاليفورنيا - شرق كاليفورنيا - لوس أنجلوس الكبرى - كاليفورنيا إينلاند إمباير - صحراء موييف - الحدود الجنوبية |

## الديموغرافيا

### السكان

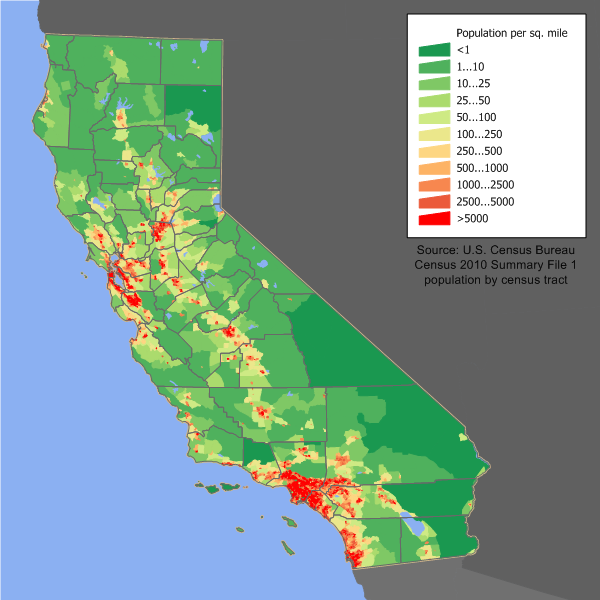
خريطة كاليفورنيا حسب الكثافة السكانية

في ولاية كاليفورنيا يقدر مكتب تعداد الولايات المتحدة عدد سكان الولاية ب 36,961,664 لعام 2009، مما يجعلها الولاية الأكثر سكاناً. هذا يتضمن الزيادة الطبيعية في العدد ب 3,090,016 منذ التعداد الأخير (5,058,440 مولود ناقص 2,179,958 متوفى). خلال هذه الفترة الزمنية، أنتجت الهجرة الدولية زيادة صافية قدرها 1,816,633 شخصًا في حين أن الهجرة الداخلية شهدت انخفاضًا صافيًا قدره 1,509,708، مما أسفر عن صافي الهجرة ب 306,925 شخص. تبين الإحصاءات الخاصة بولاية كاليفورنيا عدد سكانها أكثر من 38,292,687 في الأول من يناير 2009.
كاليفورنيا هي ثاني أكثر كيان ثانوي اكتظاظًا بالسكان في نصف الكرة الأرضية الغربي، ولا تتجاوزها الا ساو باولو في البرازيل. هناك أربعة وثلاثون دولة في العالم فقط تفوق ولاية كاليفورنيا من حيث عدد السكان. مقاطعة لوس أنجلس تحتفظ بلقب أكبر مقاطعات الولايات المتحدة سكاناً لعقود من الزمان وهي وحدها تفوق 42 ولاية أمريكية من حيث عدد السكان. مركز ساكنة ولاية كاليفورنيا يقع في بلدة بوتونويل، بمقاطعة كيرن.

#### المدن
يوجد بكاليفورنيا ثمانية من خمسين أكثر مدينة في الولايات المتحدة اكتظاظا بالسكان. لوس أنجلوس هي ثاني أكبر مدينة في الولايات المتحدة ويبلغ عدد سكانها 3,849,378 نسمة، تليها سان دييغو (الثامنة) وسان خوسيه (العاشرة) وسان فرانسيسكو (الثانية عشر) وفريسنو (الخامسة والثلاثين) وسكرامنتو (السادسة والثلاثين) ولونغ بيتش (السابعة والثلاثين) وأوكلاند (الرابعة والأربعين).
بالإضافة إلى ذلك، المناطق الحضرية لوس أنجلوس وسان فرانسيسكو وسان برناردينو وريفرسايد وسان دييغو وساكرامنتو كينغز هي الثانية والثالثة عشر والرابعة عشر والسابعة عشر والخامسة والعشرين على التوالي الأكثر اكتظاظًا بالسكان في الولايات المتحدة.

### التركيبة العرقية
نسب أصول السكان العرقية في ولاية كاليفورنيا للفترة 2006-2008 وفقًا لاستقصاء الطوائف الأمريكية:
- 42.3 ٪ من البيض (لا يشمل البيض من أصل إسباني)
- 36.6 ٪ من أصل لاتيني أو أسباني (من أي عرق)
- 12.5 ٪ من أصل آسيوي
- 6.7 ٪ من السود أو الأمريكيين الأفارقة
- 2.6 ٪ من متعددي الأعراق
- 1.2 ٪ من الأمريكيين الأصليين

فيما يتعلق بالديموغرافية، يوجد في كاليفورنيا أكبر عدد من الأميركيين البيض في الولايات المتحدة، ويقدر ب 22,189,514، رغم أن معظم الدراسات الاستقصائية الديمغرافية لا تأخذ بقياس النسب الفعلي الجيني. كما أن الولاية لديها خامس أكبر عدد من السكان الأمريكيين من أصل أفريقي في الولايات المتحدة وهو ما يقدر ب 2,273,292. في ولاية كاليفورنيا يقدر عدد السكان الأمريكيين الآسيويين ب 4.4 مليون، أي ما يقارب من ثلث هذه الفئة في البلاد البالغ عددهم الإجمالي 13.1 مليون. عدد السكان الأصليين في ولاية كاليفورنيا الأمريكية 375,093 وهو أكثر من أي ولاية.
وفقا لتقديرات عام 2008، يوجد في كاليفورنيا أكبر عدد من الأقليات السكانية في الولايات المتحدة من خلال الأرقام، التي تشكل 57 في المئة من سكان الدولة. انخفضت نسبة البيض غير اللاتينيين من 80٪ من سكان الولاية في عام 1970 إلى 42٪ في عام 2008. في حين أن عدد السكان من الأقليات هو 102 مليون من أصل 301 مليون، 20٪ منهم يعيش في ولاية كاليفورنيا.

### القوات المسلحة
اعتبارًا من عام 2002، كانت لوزارة الدفاع الأمريكية 
- 1,239,548 في الخدمة العسكرية
  - 7,932 كأفراد في الجيش الأميركي
  - 96,047 في البحرية الأمريكية (بما في ذلك أكثر من 20,000 بمشاة البحرية الأمريكية)
  - 19,969 في سلاح الجو
- 58,076 موظف مدني في وزارة الدفاع

اعتبارا من عام 2000 كان هناك 2,569,340 من قدامى المحاربين في الخدمة العسكرية الأمريكية: 504,010 خدم في الحرب العالمية الثانية، 301,034 في النزاع الكوري، 754,682 خلال حقبة حرب فيتنام، و278,003 خلال 1990-2000 (بما في ذلك حرب الخليج).
تتألف القوات العسكرية في ولاية كاليفورنيا من حرس كاليفورنيا الوطني وقوات احتياط كاليفورنيا (ميليشيا) وفيالق شبيبة كاليفورنيا.

### اللغات
اعتبارا من عام 2005، 57.59٪ من سكان كاليفورنيا ابتدائا من سن الخامسة يتحدثون الإنجليزية كلغة أولى في المنزل، في حين أن 28.21٪ يتكلم الأسبانية. بالإضافة إلى الإنكليزية والإسبانية، تحدث بالفلبينية 2.04 ٪ و1.59٪ يتكلمون اللغة الصينية (التي شملت الكانتونية 0.63٪ والمندارينية 0.43٪) و1.4٪ تكلم الفيتنامية و1.05٪ تكلم الكورية باعتبارها لغتهم الأم. في المجموع، هناك 42.4٪ من السكان يتحدثون بلغات غير اللغة الإنجليزية. يتحدث السكان في كاليفورنيا ويكتبون أكثر من مئتي لغة بما فيها اللغات الأصلية في أمريكا. كاليفورنيا هي من أكثر المناطق تنوعا في اللغة (اشتقت اللغات الأصلية من أكثر من 64 لغة 6 عائلات لغوية).
توجد أكثر من 200 لغة تستخدم بشكل واضح في الكلام والقراءة في ولاية كاليفورنيا. بما فيها لغات السكان الأصليين، ينظر إلى ولاية كاليفورنيا على أنها واحدة من أكثر المناطق تنوعا لغويا في العالم (كانت لغات السكان الأصليين مشتقة من 64 لغة أصلية من 6 عائلات لغوية). حوالي نصف لغات السكان الأصليين لم يعد أحد يستخدمها في الحديث، وتعد جميع لغات السكان الأصليين الذين يعيشون في ولاية كاليفورنيا في خطر وهناك بعض الجهود المبذولة في اتجاه تنشيط اللغة.
اللغة الرسمية في ولاية كاليفورنيا هي الإنجليزية منذ صدور قرار المقترح 63 في عام 1986. بيد أن هناك العديد من وكالات الولاية والمدن والوكالات الحكومية المحلية لا تزال مستمرة في طباعة وثائق رسمية عامة بلغات عديدة.

### البيئة
كاليفورنيا هي واحدة من أغنى المناطق وأكثرها تنوعا في العالم، وتضم عددا من الجماعات البيئية المهددة بالانقراض. كاليفورنيا هي جزء من منطقة Nearctic الإيكولوجية وتمتد على عدد من المناطق الإيكولوجية الأرضية.
هناك نباتات نشأت من خلال التمايز أو الإشعاع على التكيف، وبموجبه تطوير أنواع متعددة من سلف مشترك للاستفادة من الظروف البيئية المتنوعة مثل ليلك كاليفورنيا (Ceanothus). وأصبحت العديد من الأنواع المتوطنة في كاليفورنيا معرضة للخطر، كما أن التوسع العمراني وقطع الأشجار والرعي الجائر، وإدخال الأنواع الغريبة التي تعدت على موطنها.

### الدين
تتنوع الديانات في ولاية كاليفورنيا الأمريكية وتشكل المسيحية أكثر من 94% (المسيحيين البروتستانت نسبة 36% ويأتي بعدهم الكاثوليك بنسبة 31% ثم المسيحين المورمون بنسبة 2%) ثم اليهودية بنسبة 2% والإسلام بنسبة 0.4%. يذكر أن هنالك 4% من السكان الملحدين.

## الاقتصاد

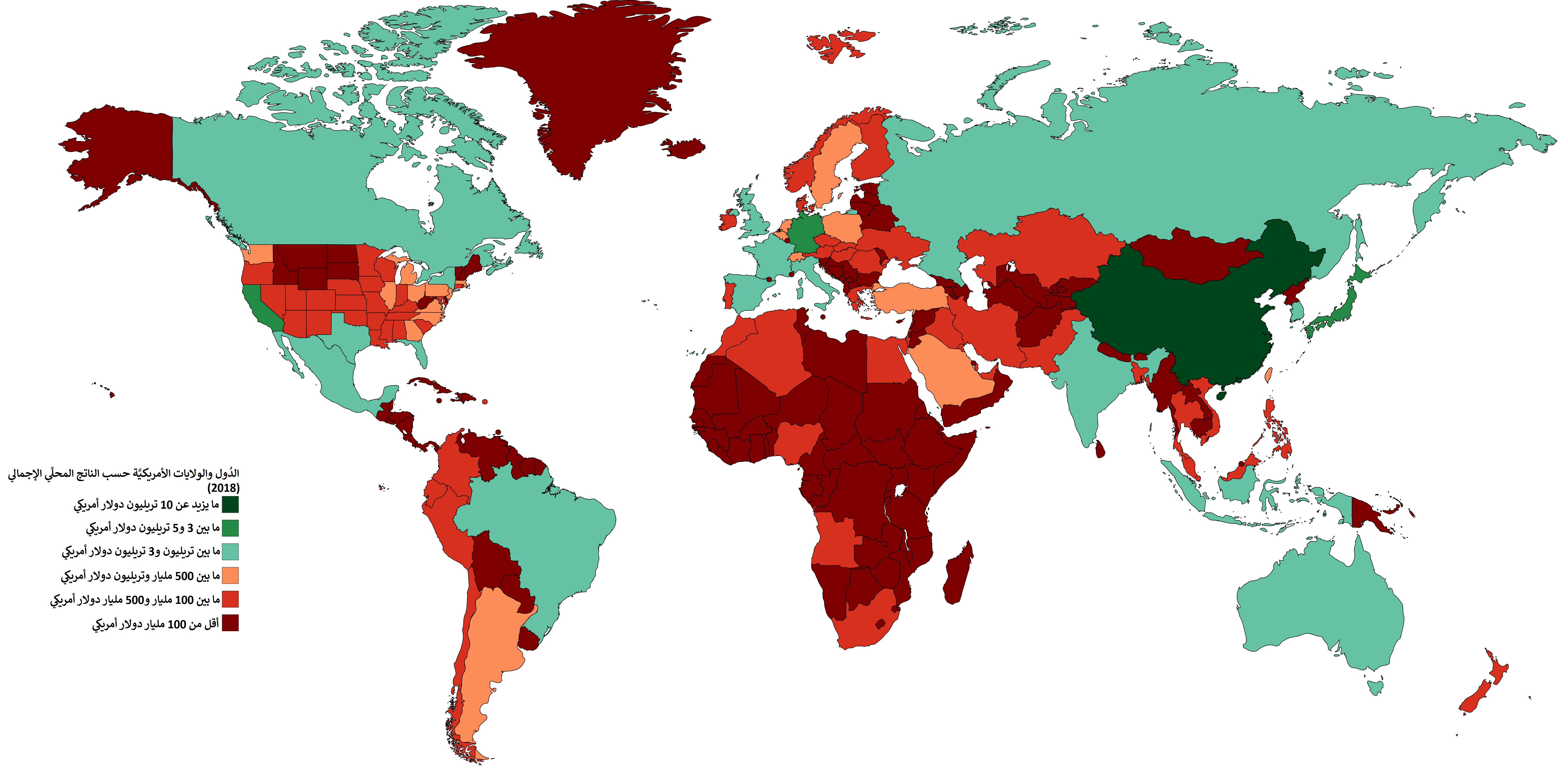
لو كانت ولاية كاليفورنيا بلدا مستقلا، الناتج المحلي الإجمالي من شأنه أن يكون في المرتبة ما بين السابعة والعاشرة في العالم.

اعتبارا من عام 2007، وصل إجمالي ناتج الولاية (نظام الأفضليات المعمم) حوالي 1.812 تريليون دولار، وهو الأكبر في ولايات الولايات المتحدة. كاليفورنيا هي المسؤولة عن 13 في المئة من إجمالي الناتج المحلي في الولايات المتحدة.
في العام 2006، كان الناتج المحلي الإجمالي لولاية كاليفورنيا أكبر من كل دول العالم ماعدا ثمانية بلدان (وأكبر من كل الدول في العالم ماعدا أحد عشرة دولة من حيث القوة الشرائية). ومع ذلك، تواجه ولاية كاليفورنيا عجزا في الميزانية يقدر ب26.3 مليار دولار لميزانية العام 2009-2010. بدأت إجراءات قانونية لمعالجة هذه المشكلة في عام 2008 لكن تأخر بثلاثة أشهر صدور الميزانية ليؤجل حتى عام 2009، وهذا العجز يرجع إلى أواخر عام 2008 حيث الانخفاض في الاقتصاد وأزمة الائتمان أصبحت المشكلة ملحة جدا في نوفمبر 2008. المشكلة الكبرى هي أن جزءا كبيرا من دخل الولاية من الضرائب على الدخل الذي يأتي من نسبة ضئيلة من المواطنين الأثرياء. على سبيل المثال في عام 2004، أغنى 3 ٪ من دافعي الضرائب في الولاية دفعوا نحو 60 ٪ من جميع الضرائب المستحقة للولاية. يعتمد الدخل الخاضع للضريبة من هذه الفئة من السكان بشكل كبير على أرباح رأس المال، والتي قد تضررت بشدة بفعل هبوط سوق الأسهم في هذه الفترة. اقترح المحافظ مجموعة من الحلول تتكون من برنامج حافل بالتخفيضات وزيادة الضرائب لمعالجة هذه المشكلة، ولكن نظرا إلى مشاكل التأخير في المجلس التشريعي فإن هذه المقترحات من المرجح أن يكون من الصعب تمريرها.
الانفاق الحكومي زاد من 56 مليار دولار في عام 1998 إلى 131 مليار دولار في عام 2008، وكانت الولاية تواجه عجزا في الميزانية قدره 40 مليار دولار في عام 2008.
كاليفورنيا هي أيضا موطن العديد من المناطق الاقتصادية الهامة، مثل هوليوود (الترفيه) وجنوب كاليفورنيا (الفضائيات) والوادي الأوسط(الزراعة) ووادي السليكون (الكمبيوتر والتكنولوجيا العالية) ومناطق إنتاج النبيذ مثل وادي نابا ووادي سونوما وجنوب كاليفورنيا في سانتا باربرا ووادي تمكلا ومناطق باسو روبلز.

الناتج المحلي الإجمالي لكاليفورنيا من قبل القطاع لعام 2008.

من حيث الوظائف، فإن أكبر خمسة قطاعات وظيفية في ولاية كاليفورنيا هي التجارة والنقل والمرافق العامة والحكومة والخدمات المهنية والتجارية والتعليم والخدمات الصحية والترفيه والضيافة. من حيث الناتج، فإن أكبر خمسة قطاعات هي: الخدمات المالية تليها التجارة والنقل والمرافق العامة والتعليم والخدمات الصحية والحكومة والصناعة التحويلية. ولاية كاليفورنيا لديها حاليا رابع أعلى معدل للبطالة في البلاد يبلغ 9.3 ٪ في ديسمبر 2008 (12.1 ٪ بحلول منتصف عام 2009 والمستمر في الارتفاع) بزيادة كبيرة من 5.9٪ في عام 2007.
يعتمد اقتصاد كاليفورنيا اعتمادا كبيرا على التجارة الدولية والحسابات ذات الصلة بالتجارة لحوالي ربع اقتصاد الولاية. في عام 2008، صدرت ولاية كاليفورنيا 144 مليار دولار من السلع ارتفاعا من 134 مليار دولار في عام 2007 و127 مليار دولار في عام 2006.
أجهزة الكمبيوتر والمنتجات الإلكترونية هي أكبر صادرات ولاية كاليفورنيا، وهو ما يمثل 42 في المائة من جميع صادرات الولاية في عام 2008.
لا تزال الزراعة قطاعا هاما جدا في الاقتصاد في ولاية كاليفورنيا. تضاعفت المبيعات المتعلقة بالزراعة أكثر من أربعة أضعاف خلال العقود الثلاثة الماضية، من 7.3 مليار دولار في عام 1974 إلى ما يقرب من 31 مليار دولار في عام 2004. وقد حدثت هذه الزيادة رغم انخفاض 15 في المئة من المساحات المخصصة للزراعة خلال الفترة، وإمدادات المياه التي تعاني من عدم الاستقرار المزمن. تشمل العوامل التي تساهم في تحقيق نمو في المبيعات لكل فدان استخدام الأراضي الزراعية النشطة والتحسينات التكنولوجية في مجال إنتاج المحاصيل.
نصيب الفرد من الناتج المحلي الإجمالي في عام 2007 كان 38,956 $، لتحتل المرتبة الحادية عشرة في البلاد. يختلف نصيب الفرد من الدخل اختلافا كبيرا حسب المنطقة الجغرافية والمهنة. الوادي الأوسط هو الأكثر فقرا، حيث العمال الزراعيون المهاجرون الذين يقل دخلهم عن الحد الأدنى للأجور. في الآونة الأخيرة، اتسمت سان جوكوين فالي باعتبارها واحدة من أكثر المناطق الكاسدة اقتصاديا في الولايات المتحدة، على قدم المساواة مع منطقة أبالاشيا. وتشمل العديد من المدن الساحلية بعضا من أغنى المناطق لكل فرد في الولايات المتحدة وقطاعات التكنولوجيا العالية في كاليفورنيا الشمالية وتحديدا وادي السيليكون في مقاطعات سانتا كلارا وسان ماتيو، والتي برزت بعد الانكماش الاقتصادي الناجم عن إخفاق شركات الدوت كوم. في ربيع عام 2005، استؤنف النمو الاقتصادي في ولاية كاليفورنيا على 4.3 في المئة.
جبايات كاليفورنيا هي 9.3 في المئة كحد أقصى متغير معدل لضريبة الدخل مع ستة شرائح ضريبية. تجمع نحو 40 مليار دولار سنويا من الضرائب على الدخل. تتراوح نسبة الضرائب في كاليفورنيا الولاية والمحافظة من 7.25 إلى 9.75 في المئة. يختلف هذا المعدل في جميع أنحاء الولاية على المستوى المحلي. في كل حال، فإنه يجمع حوالي 28 مليار دولار في ضرائب المبيعات سنويا. تخضع جميع العقارات سنويا للضريبة وتحتسب الضريبة على أساس الملكية والقيمة السوقية العادلة في وقت الشراء. لا تزيد هذه الضريبة على أساس الزيادة في قيم العقارات (انظر المقترح 13). تجمع كاليفورنيا 33 مليار دولار من الضرائب العقارية في السنة.
في عام 2009 واجهت ولاية كاليفورنيا أزمة اقتصادية حادة بعد أن واجهت الولاية الإفلاس. في يونيو 2009 أعلن أرنولد شوارزنيجر حاكم الولاية "لدينا محفظة فارغة، ومصرفنا مغلق والائتمان جف تماما. ودعا إلى إجراء تخفيضات كبيرة في الميزانية قدرها 24 مليار دولار أي نحو 1⁄4 ميزانية الولاية.

## الطاقة
تعد ولاية كاليفورنيا، بما أنها الأكثر سكانا بين كل الولايات الأمريكية وأيضا موطن لوادي السيليكون، واحدة من أكثر الولايات استهلاكا للطاقة في البلاد. ومع ذلك، نظرا لاعتدال الطقس وقوة الحركة البيئية فإن نصيب الفرد من استخدام الطاقة يعد الأقل في البلاد.
برزت خلال السبعينيات الحركة المناهضة للطاقة النووية في ولاية كاليفورنيا، وكانت مواجهات بين المدافعين عن الطاقة النووية والبيئة [وصلة مكسورة]. في عام 1981، ألقي القبض على 1900 ناشطا خلال احتجاجات في محطة ديابلو كانيون للطاقة النووية[بحاجة لمصدر]. في عام 1984، أعلن مجلس مدينة ديفيس خالية من الطاقة النووية. حظرت ولاية كاليفورنيا على موافقة مفاعلات نووية جديدة منذ أواخر السبعينيات بسبب القلق من كيفية التخلص من النفايات المشعة .